# Rockerill
 (août 2022).
Si vous disposez d'ouvrages ou d'articles de référence ou si vous connaissez des sites web de qualité traitant du thème abordé ici, merci de compléter l'article en donnant les références utiles à sa vérifiabilité et en les liant à la section « Notes et références ».
Le Rockerill est une salle de concert et un espace culturel à Marchienne-au-Pont, près de Charleroi.

## Historique
Le bâtiment appartient sur l'ancien site des forges de la Providence, créé dans les années 1830 et qui produisait des poutrelles en acier. Le site a fermé définitivement dans les années 80. 
Le site est racheté en 2005 afin de préserver patrimoine industriel. Ouvert en 2010 sur 4 000 m2, l'établissement comporte quatre espaces : le Rockerill, les Forges, la Grande Salle et la Cathédrale. Il présente 200 artistes et voit passer plus de 40 000 visiteurs chaque année. 
La Ville de Charleroi prévoit de racheter le site en 2023 pour le rénover et le mettre en conformité. 

## Événements

### Uzine Festival
L’Uzine Festival comporte quatre scènes et accueille jusqu'à 2 500 personnes.

### Rockerill Festival
Ce festival mélange deux styles musicaux complètement différents, le punk garage et la techno/électro sur 2 scènes. Le festival accueille aussi des expositions diverses de sérigraphie, pochette de vinyles, et des combats de catch.

### Apéros Industriels
Les Apéros Industriels a lieu tous les jeudis de mai à octobre depuis 7 ans[Quand ?]. En parallèle des concerts sont parfois présentés des expositions ou des performances artistiques.  

### Flashforward
Les FlashForward sont des soirées électroniques lancées en 2012. 

### Filmographie
- 2010 : Rockerill, le passage du feu